# Heilongjiang
Heilongjiang (kin.: 黑龙江 省, 黑龙江 省, Heilongjiang – "rijeka crnog zmaja") kineska provincija u Mandžuriji, na krajnjem sjeveroistoku Kine. Provincija graniči s provincijom Jilin na jugu, s Unutrašnjom Mongolijom na zapadu i s Rusijom na sjeveru. Granicu s Rusijom čini rijeka Amur.
Glavni grad provincije Heilongjiang je Harbin. Provincija ima površinu od 460.000 četvornih kilometara i ima 38,3 milijuna stanovnika (2010.).

## Zemljopisne karakteristike
Provincija Heilongjiang graniči s provincijom Jilin na jugu, s Unutrašnjom Mongolijom na zapadu i s Rusijom na sjeveru, prema kojoj rijeka Amur stvara granicu.
Provincija Heilongjiang zauzima oko polovice ogromne Sjeveroistočne kineske visoravni, okružene s tri strane starim planinskim lancima srednje visine. Njen središnji dio je ravnica rijeka Sungari i Nen, omeđena planinskim lancima Veliki Hingan na zapadu, Mali Hingan na sjeveru i Čanbajšanj na istoku. Gorja u Heilongjiangu su većinom niska, preko 1000 metara prelaze jedino pojedini izolirani vrhovi na jugoistoku i sjeverozapadu i pokoji vrh Malog Hingana.
Planinski lanac na sjeverozapadu provincije – sjeverni rub masiva Veliki Hingan sastoji se uglavnom od vulkanskih stijena otpornih na eroziju i atmosferalije. Struktura masiva Mali Hingan je složenija, njegov sjeverni dio sastoji od granita, vulkanskog bazalta i drugih metamorfnih stijena. Prosječna nadmorska visina tog masiva je oko 700 metara, granitni visovi u blizini grada Yichun imaju oko 1150 metara. Zapadne padine tog masiva okrenute prema rijeci Nen su blage, dok su istočne strme. Južni dio Malog Hingana sastoji se od nataloženih oblih stjena. Nekoliko najviših vrhova dosežu do 1000 metara, ali je većina gorja puno niža. Doline po padinama su često široke i ravne, prošarane močvarama. Kotlina rijeka Sungari i Nen, leži na nadmorskoj visini od 150 do 180 metara, ona je puna tresetišta i močvara, nasuprot tome u suhom zapadnom dijelu ravnice ima pješčanih dina.

## Klimatske karakteristike
Po Köppenovoj klasifikaciji klime – Provincija Heilongjiang ima umjerenu kontinentalnu klimu, ali su zbog blizine Sibira zime vrlo hladne, ali su ljeta ugodna s puno kiša.

## Stanovništvo
Većina stanovnika su uglavnom Han (Kinezi), ali postoje i druge značajne etničke skupine; Mandžurci, Koreanci, Hui (kineski muslimani)  i Mongoli. Ima i manjih etničkih skupina ; Oročoni, Evenki i Nanajci.

## Gospodarstvo
I pored velikog rudnog i poljoprivrednog potencijala Provincija Heilongjiang, je ostala relativno nerazvijena sve do sredine 20. st. Proces privrednog rasta počeo je 1920-ih i 1930-ih s dolaskom željeznice i početkom eksploatacije ruda, tako da je oko 1950. industrijska proizvodnja u Heilongjiangu po stanovniku bio je daleko iznad državnog prosjeka.Taj rast provincija nije uspjela održati, pa je krajem 20. st prepustila prvo mjesto južnim provincijama. Tako da je 2008., BDP provincije iznosio 151 milijardi dolara.

## Galerija
- Zabavni centar u Harbinu.
- Novogodišnja parada u Shuangyashanu.
- Selo u provinciji Heilongjiang.
- Jezero Khanka.